# Tudhaliya II
Tudhaliya II (ou peut-être III) est un roi hittite du Nouvel Empire. On situe son règne environ de 1360 à 1344 av. J.-C. (en chronologie courte).

## Vie
L'empire hittite subit d’importantes pertes de territoire pendant le règne de Tudhaliya. La capitale Hattusa elle-même est incendiée. Sous le commandement avisée du fils de Tudhaliya, le futur Suppiluliuma Ier, les Hittites commencent à rétablir la situation alors que Tudhaliya est encore sur le trône.

## Nomenclature des souverains hittites
La nomenclature des souverains hittites portant le nom de Tudhaliya est mal assurée. On connait une figure de l’ère Hatti qui portait ce nom, mais on ignore s'il a été roi ou non. D'autres chronologies reconstituées insèrent aussi un Tudhaliya directement après Muwattalli ier mais avant le règne du souverain généralement nommé Tudhaliya ier à qui l’on attribue la fondation de l'empire hittite. Le Tudhaliya mentionné dans cet article est généralement cité comme étant le « second » et plus rarement  le « troisième ».

## Lignage
L'arbre généalogique ci-dessous est une reconstruction possible, parmi d'autres, du lignage de la famille royale de l'empire hittite. La nomenclature des souverains, les liens de parenté demeurent obscurs par de nombreux aspects,,.